# مكورات غريبة حرارية
المكورات الغريبة حرارية (الاسم العلمي:Deinococcus-Thermus) هي شعبة من البكتيريا تتبع أصنوفة البكتيريا الأرضية.

## التصنيف
- بكتيريا المكورات الغريبة
  - مكوريات غريبة
    - مكورات غريبة